# Nuevo Santander

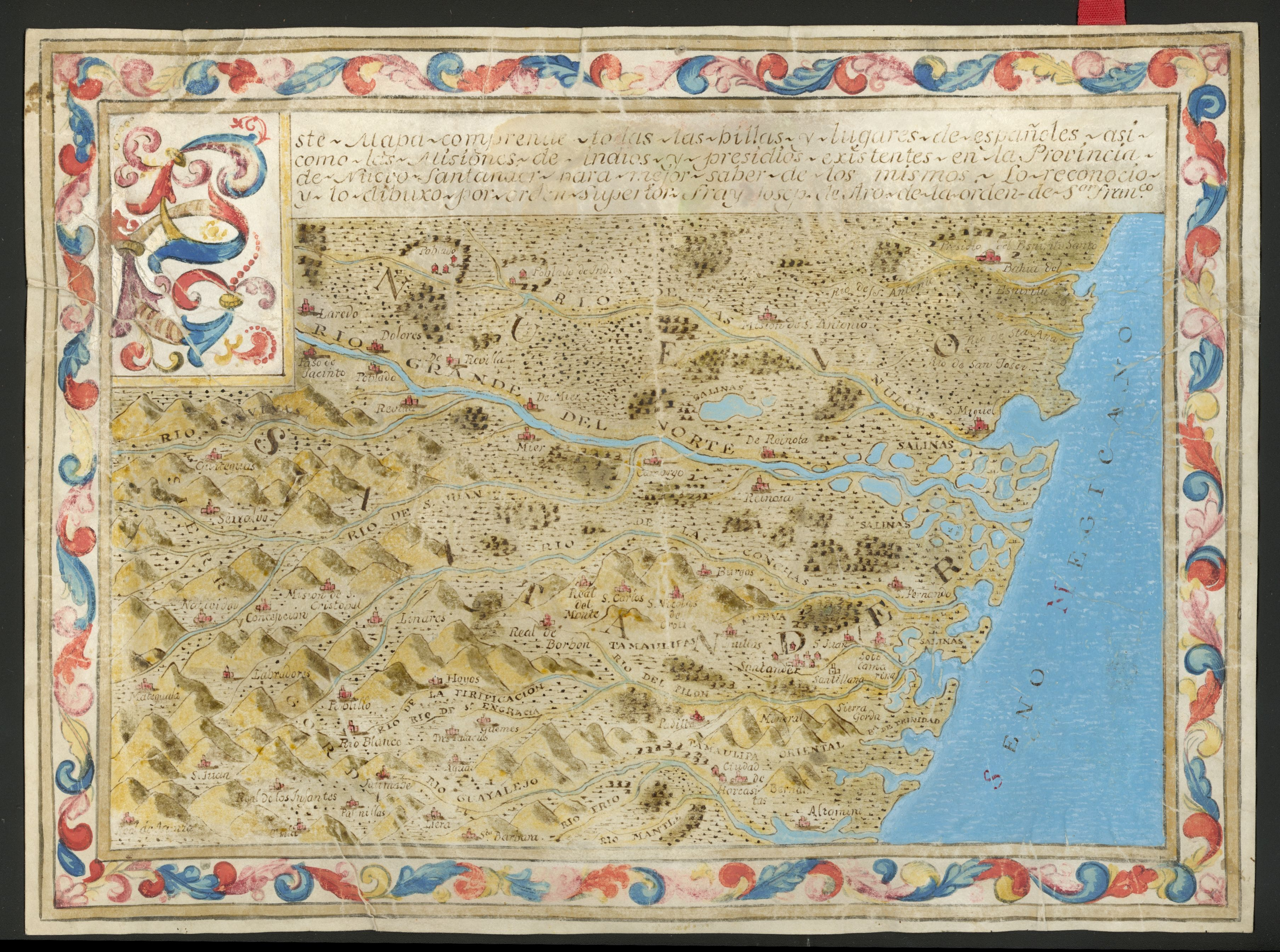
Joseph de Haro, Este Mapa [Nuevo Santander Mexico], c. 1770

El Nuevo Santander era una de les divisions administratives del virregnat de la Nova Espanya que abastava l'estat mexicà de Tamaulipas i algunes parts de l'estat estatunidenc de Texas des del riu Bravo al riu Nueces. Aquest territori va estar sota la jurisdicció de la Reial Audiència de Guadalajara. Per l'ordre reial del 22 d'agost de 1776, el Nuevo Santander va ser part de la comandància general de les Províncies Internes.
El Nuevo Santander era un govern militar organitzat el 1748-1749, per a ocupar la franja de territori que limitava al sud amb la Nova Espanya pròpia, a l'oest amb el Nuevo Reyno de León i la Nueva Extremadura, al Nord amb Nueva Filipinas i a l'est amb el Golf de Mèxic. Des d'aquest moment alguns assentaments anteriors, pertanyents als governs adjacents van ser transferits al del Nuevo Santander. El govern militar del Nuevo Santander començà a operar a finals del 1748, i encara que en teoria al principi comprenia només les noves terres de l'assentament, els seus límits aviat es van expandir. San Antonio de los Llanos i les seves dependències a la llacuna Purificació van ser adquirides des del Nuevo Reyno de León, juntament amb un nombre de ranxos a la riba dreta del riu Bravo o Grande. Posteriorment es va portar a terme la separació entre aquesta província i Coahuila sobre la línia marcada pel riu Laredo, segons les indicacions del comissionat reial, José Tienda y Cuervo. El 1757, la regió de Tula-Jamauve es va transferir de San Luis Potosí. La capital de la colònia va ser la vila de Santander, des del 1749, desplaçant-se la residència del governador durant alguns períodes a la vila de San Carlos. Des de la seva fundació, el Nuevo Santander va ser un govern militar subjectat al virrei llevat dels períodes de 1788-1792 i 1813-1821, quan va ser agregada per motius militars a la Comandància General de les Províncies Internes. El governador era nomenat pel consell d'Índies des del 1787.